# Дихово
Дихово (на македонска литературна норма: Дихово) е село в община Битоля на Северна Македония.

## География
Селото е ридско на 840 m надморска височина в планината Пелистер, на 7 km западно от Битоля.

## История
Легенда за потеклото на името Дихово казва, че в миналото основни поминъци били дърварството и отглеждането на коне. И тъй като конярите от селото често викали „Дий!“, жителите на околните села ги нарекли диовци, а селото им Диово.
През ХVІ-ХVІІІ век край Дихово функционира манастир „Свети Атанасий“, за който се предполага, че е разрушен след 1785 година.
През осемдесеттте години на ХІХ век в Дихово се развива производството на аба и шаяк за нуждите на османската армия. В 1885 година търговци и индустриалци, оглавявани от битолския цинцарин Бого Анести, построяват цех, за да увеличат капацитета на военните поръчки. С внесени от Самоков плетачни машини се произвеждат и по 50 000 кг. гайтани годишно, част от които се изнасят за Сърбия. Йован Хадживасилевич, който посещава селото в 1897 година, пише, че в него има четири фабрики - три, задвижвани на вода и една парна. Парната, притежавана от Анести, се намира в центъра на селото. Във фабриките за шаяци, килими и гайтани работят около 250-300 души, включително жени и деца. Повечето са власи, които местните жители смятат за чужденци. Самите диовчани се занимават със земеделие и гурбетчийство.
В ХІХ и в началото на ХХ век Дихово е село в Битолска кааза на Османската империя. Според статистиката на Васил Кънчов („Македония. Етнография и статистика“) от 1900 година Доиво или Дихово има 460 жители, от които 200 българи християни и 260 арнаути мохамедани.
На Етнографската карта на Битолския вилает на Картографския институт в София от 1901 година Дихово е чисто българско село в Битолската каза на Битолския санджак с 60 къщи.
Цялото население на селото е гъркоманско под върховенството на Цариградската патриаршия. По данни на секретаря на Българската екзархия Димитър Мишев („La Macédoine et sa Population Chrétienne“) в 1905 година в Дихово има 560 българи патриаршисти гъркомани и в селото функционира гръцко училище.
Според сведения от жители на селото то е било разделено на две махали – Горна с население патриаршисти и църква „Свети Димитър“ и Долна махала с българи екзархисти и църква „Света Неделя“. Роден в селото е Стойче Мангелов, четник на Димче Сарванов – Могилчето.
При избухването на Балканската война в 1912 година 3 души от Дихово са доброволци в Македоно-одринското опълчение. Селото остава в Сърбия след Междусъюзническата война в 1913 година.
По време на българското управление в Македония през Първата световна война Дихово е част от Брусничка община в Битолска селска околия и има 480 жители.
По време на българското управление във Вардарска Македония в годините на Втората световна война, Никола Ат. Несторов от Батрянбунар е български кмет на Дихово от 17 март 1942 година до 12 март 1943 година. След това кметове са Георги П. Тодоров от Тулча (25 май 1943 - 2 юли 1943) и Христо Н. Гърчев от Струмица (22 юли 1943 - 9 септември 1943).
В 1961 година селото има 686 жители. Вследствие на емиграция към Битоля, Скопие, презокеанските земи и Европа жителите намаляват.
Според преброяването от 2002 година селото има 310 жители самоопределили се както следва:
| Националност     | Всичко |
| северномакедонци | 305    |
| албанци          | 0      |
| турци            | 0      |
| роми             | 0      |
| власи            | 0      |
| сърби            | 3      |
| бошняци          | 0      |
| други            | 2      |